# Ragnarok (sèrie de TV)
Ragnarok és una sèrie de Netflix, en noruec, que es va estrenar el 31 de gener de 2020. La sèrie està produïda per la productora danesa SAM Productions.

## Argument
La ciutat noruega fictícia d'Edda està afectada pel canvi climàtic, que provoca la reducció de les glaceres properes, i la contaminació industrial, procedent principalment de l'empresa de la família més rica del poble. A aquesta ciutat arriba un jove adolescent, amb la seva mare i el seu germà, que poc a poc va descobrint que té poders especials semblants als del deu Thor.

## Repartiment
- David Stakston com a Magne
- Ylva Bjørkaas Thedin com a Isolde, amiga de Magne
- Jonas Strand Gravli com a Laurits, el germà de Magne
- Theresa Frostad Eggesbø com Saxa
- Herman Tømmeraas com a Fjor
- Emma Bones com a Gry
- Bjørn Sundquist com a Wotan
- Gísli Örn Garðarsson com Vidar
- Henriette Steenstrup com a Turid
- Odd-Magnus Williamson com a Erik
- Synnøve Macody Lund com a Ran